# لندن (ویرجینیای غربی)

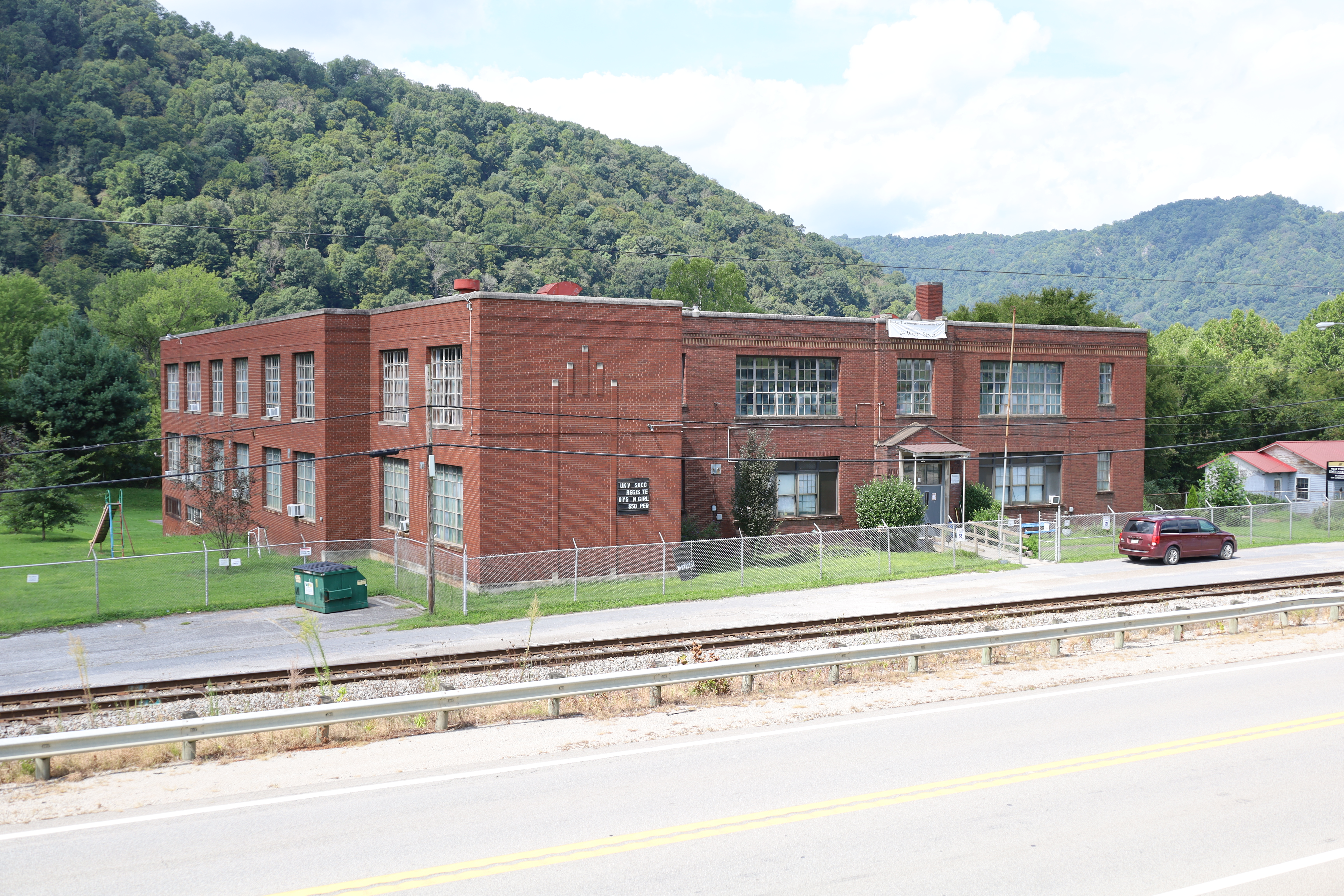
دبیرستان بوکرتی، لندن، ویرجینیای غربی

لندن (به انگلیسی: London) یک منطقهٔ مسکونی در ایالات متحده آمریکا است که در شهرستان کاناوا، ویرجینیای غربی واقع شده‌است.